# Cryptocarya wilderiana
Cryptocarya wilderiana är en lagerväxtart som beskrevs av Erling Christophersen. Cryptocarya wilderiana ingår i släktet Cryptocarya och familjen lagerväxter. Inga underarter finns listade i Catalogue of Life.